# U-517
| U-517                      | U-517 | U-517 |
| -------------------------- | --- | --- |
|                            | | |
|                            | | |
|                            | | |
| Під прапором               | Третій рейх | Третій рейх |
| Спуск на воду              | 30 грудня 1941 року | 30 грудня 1941 року |
| Виведений зі складу флоту  | 21 листопада 1942 року | 21 листопада 1942 року |
| Сучасний статус            | затоплений | затоплений |
| Проєкт                     | | |
| Тип ПЧ                     | Дизельний підводний човен | Дизельний підводний човен |
| Основні характеристики     | | |
| Швидкість (надводна)       | 17,9 вузла | 17,9 вузла |
| Швидкість (підводна)       | 7 вузлів | 7 вузлів |
| Робоча глибина занурення   | 100 м | 100 м |
| Гранична глибина занурення | 230 м | 230 м |
| Автономність плавання      | 63 милі (117 км) км на швидкості 4 вузли (7,4 км/год) (у підводному положенні) 13 450 морських миль (24 910 км на швидкості 10 вузлів (19 км/год) (у надводному положенні) | 63 милі (117 км) км на швидкості 4 вузли (7,4 км/год) (у підводному положенні) 13 450 морських миль (24 910 км на швидкості 10 вузлів (19 км/год) (у надводному положенні) |
| Екіпаж                     | 48 осіб | 48 осіб |
| Розміри                    | | |
| Довжина найбільша (по КВЛ) | 76,76 м | 76,76 м |
| Ширина корпусу найб.       | 6,76 м | 6,76 м |
| Висота                     | 9,6 м | 9,6 м |
| Середня осадка (по КВЛ)    | 4,70 | 4,70 |
| Водотоннажність надводна   | 1120 т | 1120 т |
| Озброєння                  | | |
| Артилерія                  | 1 × 88-мм палубна гармата SK C/32 | 1 × 88-мм палубна гармата SK C/32 |
| Торпедно- мінне озброєння  | 4 носових і два кормових ТА. 22 торпеди або 44 міни TMA чи 66 TMB | 4 носових і два кормових ТА. 22 торпеди або 44 міни TMA чи 66 TMB |
| ППО                        | 1 × 37-мм зенітна гармата SKC/30 2 × 20-мм зенітні гармати FlaK 30 | 1 × 37-мм зенітна гармата SKC/30 2 × 20-мм зенітні гармати FlaK 30 |

U-517 — німецький підводний човен типу IXC, часів Другої світової війни.
Замовлення на будівництво човна було віддане 14 лютого 1940 року. Човен був закладений на верфі «Deutsche Werft AG» у Гамбурзі 5 червня 1941 року під заводським номером 313, спущений на воду 30 грудня 1941 року, 21 березня 1942 року увійшов до складу 4-ї флотилії. Також за час служби перебував у складі 10-ї флотилії. Єдиним командиром човна був капітан-лейтенант Пауль Гартвіг.
За час служби човен зробив 2 бойових походи, в яких потопив 8 (загальна водотонажність 26 383 брт) суден та 1 військовий корабель.
Потоплений 21 листопада 1942 року в Північній Атлантиці південно-західніше Ірландії (46°16′ пн. ш. 17°09′ зх. д. / 46.267° пн. ш. 17.150° зх. д.) глибинними бомбами «Альбакора» з британського авіаносця Вікторіус. 1 член екіпажу загинув, 52 врятовані.

## Потоплені та пошкоджені кораблі[3]
| Назва              | Тип                | Належність | Дата            | Тоннаж (БРТ) | Вантаж                                                                      | Статус    | Місце                                                       |
| Chatham            | пасажирське судно  | США        | 27 серпня 1942  | 5 649        | 428 пасажирів та 150 т продовольства                                        | потоплено | 51°53′ пн. ш. 55°48′ зх. д. / 51.883° пн. ш. 55.800° зх. д. |
| Arlyn              | суховантажне судно | США        | 28 серпня 1942  | 3 304        | 3 000 т генеральних вантажів включно з бензином, вантажівками та вибухівкою | потоплено | 51°53′ пн. ш. 55°48′ зх. д. / 51.883° пн. ш. 55.800° зх. д. |
| Donald Stewart     | суховантажне судно | Канада     | 3 вересня 1942  | 1 781        | Авіаційне паливо в бочках та цемент для ВПС США                             | потоплено | 50°32′ пн. ш. 58°46′ зх. д. / 50.533° пн. ш. 58.767° зх. д. |
| Mount Pindus       | суховантажне судно | Греція     | 7 вересня 1942  | 5 729        | 7 566 т генеральних вантажів та 8 танків на палубі                          | потоплено | 48°50′ пн. ш. 63°46′ зх. д. / 48.833° пн. ш. 63.767° зх. д. |
| Oakton             | суховантажне судно | Канада     | 7 вересня 1942  | 1 727        | 2 289 т вугілля                                                             | потоплено | 48°50′ пн. ш. 63°46′ зх. д. / 48.833° пн. ш. 63.767° зх. д. |
| Mount Taygetus     | суховантажне судно | Греція     | 7 вересня 1942  | 3 286        | 4 400 т генеральних вантажів та 8 танків на палубі                          | потоплено | 48°50′ пн. ш. 63°46′ зх. д. / 48.833° пн. ш. 63.767° зх. д. |
| HMCS Charlottetown | корвет             | Канада     | 11 вересня 1942 | 900          |                                                                             | потоплено | 49°10′ пн. ш. 66°50′ зх. д. / 49.167° пн. ш. 66.833° зх. д. |
| Inger Elisabeth    | суховантажне судно | Норвегія   | 15 вересня 1942 | 2 166        | 3 400 т вугілля                                                             | потоплено | 48°49′ пн. ш. 64°06′ зх. д. / 48.817° пн. ш. 64.100° зх. д. |
| Saturnus           | суховантажне судно | Нідерланди | 15 вересня 1942 | 2 741        | Баласт                                                                      | потоплено | 48°49′ пн. ш. 64°06′ зх. д. / 48.817° пн. ш. 64.100° зх. д. |